# Oncidium charlesworthii
Oncidium charlesworthii là một loài thực vật có hoa trong họ Lan. Loài này được H.J.Veitch mô tả khoa học đầu tiên năm 1909.